# Alice Lake

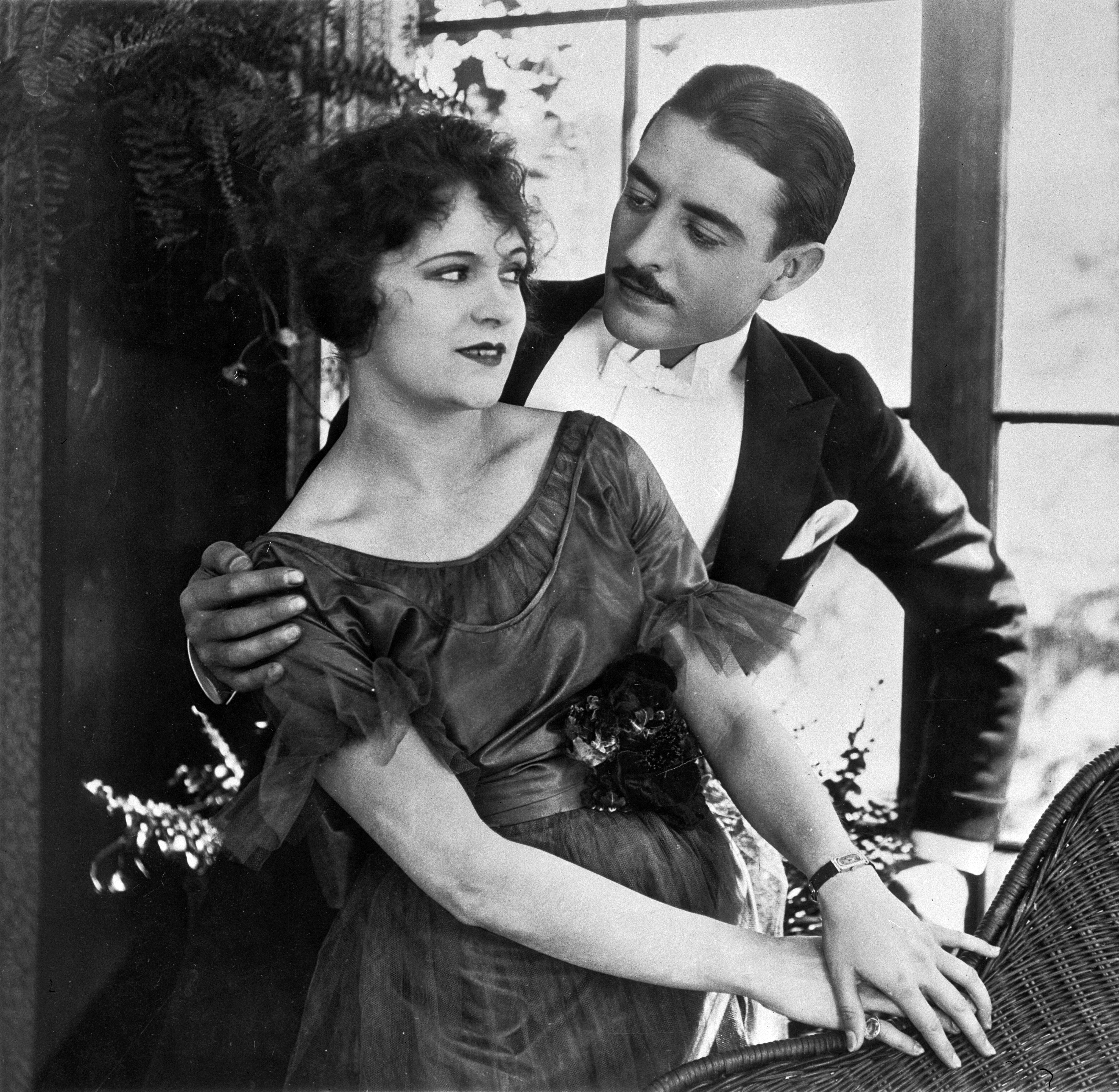
Alice Lake amb Robert Williams

Alice Lake   (Brooklyn, 12 de setembre de 1895 - Hollywood, 15 de novembre de 1967) va ser una actriu de cinema mut que sovint aparegué com a protagonista femenina de pel·lícules de Roscoe Arbuckle.

## Biografia
Va néixer a Brooklyn i va començar la seva carrera artística com a ballarina per a espectacles privats al Warldorf. Tenia un ull de cada color (gris i marró) però no va ser cap impediment per entrar en el cinema. El 1912 va ser fitxada per la Keystone de Mack Sennett, i va aparèixer en diversos curtmetratge juntament amb Roscoe Arbuckle. Quan aquest abandonà la companyia per fundar la seva pròpia productora, la Comique Film Corporation, Alice Lake el va seguir i coincidí amb Buster Keaton amb qui mantingué una relació. Entre les pel·lícules d’aquell període es poden destacar “Oh Doctor!” (1917) i “The Cook” (1918). El 1917 fou contractada per la Universal per treballar sota les ordres de Jack Conway i canviaria el seu registre per papers més dramàtics. El 1919 seria contractada per la Metro. En el cim de la seva carrera, va guanyar 1.200 dòlars setmanals com a actriu de cinema. Lake només va tenir un èxit limitat en papers dramàtics. El març de 1924, Lake es va casar amb l'actor Robert Williams, però es van divorciar el 1925. Després de la introducció del sonor els seus papers van ser cada cop més secundaris. La seva darrera aparició a la pantalla va ser l'any 1935 amb un petit paper a “Frisco Kid”. Va morir d'un atac de cor a 72 anys al Paradise Sanitarium a Hollywood, Califòrnia.

## Filmografia
- The Picture Idol (1912).
- How to Do It and Why (1914)
- Who's Who in Hogg Hollow (1914)
- The Mystery of the Empty Room (1915)
- The Ruling Power (1915)
- Playing Dead (1915)
- Welcome to Bohemia (1915)
- Insuring Cutey (1915)
- Love, Snow and Ice (1915)
- The Boarding House Feud (1915)
- Levy's Seven Daughters (1915)
- The Fifth Ace (1916)
- The Moonshiners (1916)
- The Waiters Ball (1916)
- A Creampuff Romance (1916)
- The Grab Bag Bride (1917)
- A Finished Product (1916)
- Her Nature Dance (1917)
- The Butcher Boy (1917)
- A Reckless Romeo(1917)
- Come Through(1917)
- The Rough House (1917)
- His wedding Night (1917)
- The Texas Sphinx (1917)
- Oh, Doctor ! (1917)
- Coney Island (1917)
- A Country Hero (1917)
- Whose Little Wife Are You? (1918)
- The Cook (1918)
- Good Night, Nurse (1918)
- Moonshine (1918)
- The Bell Boy (1918)
- Out West (1918)
- Lombardi, Ltd. (1919)
- Should a Woman Tell? (1919)
- Shades of Shakespeare (1919)
- A Desert Hero (1919)
- Full of Pep (1919)
- The Lion's Den (1919)
- Blackie's Redemption (1919)
- East Lynne with Variations (1919)
- Rip & Stitch : Tailors (1919)
- Cupid's Day Off (1919)
- Camping Out (1919)
- The Misfit Wife (1920)
- Shore Acres (1920)
- Body and Soul (1920)
- Hole in the Wall (1921)
- The Infamous Miss Revell (1921)
- Over the Wire (1921)
- Uncharted Seas (1921)
- The Greater Claim (1921)
- Environment (1922)
- More to Be Pitied Than Scorned (1922)
- I Am the Law (1922)
- Hate (1922)
- Kisses (1922)
- The Golden Gift (1922)
- Nobody's Bride (1923)
- The Spider and the Rose (1923)
- The Unknown Purple (1923)
- The Marriage Market (1923)
- Souls for Sale (1923, cameo)
- Broken Hearts of Broadway (1923)
- Red Lights (1923)
- Modern Matrimony (1923)
- Dancing Cheat (1924)
- The Virgin (1924)
- The Law and the Lady (1925)
- The Lost Chord (1925)
- The Overland Limited (1925)
- The Price of Success (1925)
- The Wives of the (1926)
- Broken Homes (1926)
- The Hurricane (1926)
- The Truth About Men (1927)
- Spider Webs (1927)
- Roaring Fires (1927)
- The Angel of Broadway (1927)
- The Haunted Ship (1927)
- Obey Your Husband (1928)
- Women Men Like (1928)
- Runaway Girls (1929)
- Untamed Justice (1929)
- Circumstantial Evidence (1929)
- Twin Beds (1929)
- Frozen Justice (1929)
- Young Desire (1930)
- Wicked (1931)
- Skyway (1933)
- Stage Mother (1933)
- Wharf Angel (1934)
- Glamour (1934)
- The Girl from Missouri (1934)
- Death on the Diamond (1934)
- Broadway Bill (1934)
- Babes in Toyland (1934)
- The Mighty Barnum (1934)
- Frisco Kid (1935)
- Hollywood Boulevard (1936)